# Voroneț, Suceava
Voroneț (în germană Woronetz) este o localitate componentă a orașului Gura Humorului din județul Suceava, Bucovina, România.

## Recensământul din 1930
Componența etnică a satului Voroneț
     Români (85,35%)
     Germani (12,15%)
     Polonezi (1,5%)
     Cehi\Slovaci (0,83%)
     Ruși (0,17%)
Componența confesională a satului Voroneț
     Ortodocși (83,36%)
     Romano-catolici (16,47%)
     Greco-catolici (0,17%)
Conform recensământului efectuat în 1930, populația satului Voroneț se ridica la 601 locuitori. Majoritatea locuitorilor erau români (85,35%), cu o minoritate de germani (12,15%), una de polonezi (1,5%), una de ruși (0,17%) și una de cehi\slovaci (0,83%). Din punct de vedere confesional, majoritatea locuitorilor erau ortodocși (83,36%), dar existau și romano-catolici (16,47%) și greco-catolici (0,17%).